# Варваровка (Александровская поселковая община)
Варваровка (укр. Варварівка) — село в Александровской поселковой общине Краматорского района Донецкой области Украины.

## Общие сведения
Население по переписи 2001 года составляло 333 человека. Почтовый индекс — 84005. Телефонный код — 6269.